# Fernando Fratarcangeli
Fernando Fratarcangeli (Ripi, 29 ottobre 1947) è un giornalista, scrittore, critico musicale e conduttore radiofonico italiano.
Dal 1999 al 2013 è stato direttore del mensile musicale Raro!.

## Biografia
Inizia ad occuparsi di musica dapprima come appassionato e collezionista, in seguito come critico musicale.
Nel 1987 ha iniziato a collaborare col mensile Raro!, di cui è diventato nel 1999 direttore fino al 2013, anno in cui la rivista ha cessato le pubblicazioni.
Ha condotto alcuni programmi radiofonici sulla Rai, tra i quali i più noti sono stati Zona Cesarini e Radio Rarità, entrambi su Rai 2; ha inoltre collaborato con la On Sale Music di Italo Gnocchi e con la RCA Italiana per la realizzazione di alcuni cd di musicisti degli anni '60 realizzati dall'etichetta; tra gli altri realizza le raccolta Le Origini di Edoardo Bennato, Le Origini di Gino Paoli e Rock 'n' roll, amore e storie metropolitane di Giorgio Gaber.
Ha pubblicato alcuni volumi di argomento musicale per varie case editrici, tra cui la Coniglio editore.
Nel 2009 ha dato vita ad un nuovo periodico musicale, Emozioni.
Nel 2018 ha partecipato al docufilm Vinilici. Perché il vinile ama la musica.

## Opere

### Monografie
- Mina talk. Vent'anni di interviste 1959-1979, Roma, Coniglio, 2005. ISBN 88-88833-24-2.
- Patty Pravo. Discografia illustrata, Roma, Coniglio, 2007. ISBN 88-88833-61-7.
- Eros Ramazzotti. Discografia illustrata, Roma, Coniglio, 2008. ISBN 978-88-6063-094-0.
- Mina. Parole... parole... parole..., Roma, Arcana, 2008. ISBN 978-88-6231-022-2.

### Altri contributi
- prefazione in: Il vinile al tempo dell'Ipod di Nicola Iuppariello, I Libri di Emil. ISBN 978-88-6680-003-3
- 100 dischi d'oro. Piccola storia della musica pop attraverso i cento 45 giri più rari della discografia italiana, Roma, Coniglio, 2003. ISBN 88-88833-00-5.
- Ognuno ha tanta storia - 50 rare interviste, Raropiù 2020